# 長谷川一
長谷川 一（はせがわ はじめ、1966年 - ）は、メディア論研究者。明治学院大学文学部芸術学科教授。専門は、メディア論、メディア思想、文化社会学。博士（学際情報学）。

## 経歴
愛知県名古屋市生まれ。愛知県立旭丘高等学校卒業、千葉大学卒業、千葉大学大学院中退後、晶文社、東京大学出版会で、建築、映画などの書籍の編集に従事。その後、2002年、東京大学大学院情報学環・学際情報学府修士課程修了、2005年、博士課程単位取得満期退学。同年4月、東京大学大学院情報学環助手。2006年、明治学院大学准教授、のちに教授。2014年度から明治学院歴史資料館館長（2017年度を除く）。
『出版と知のメディア論 - エディターシップの歴史と再生』で第25回日本出版学会賞奨励賞を受賞。

## 著書
- 『出版と知のメディア論 - エディターシップの歴史と再生』 みすず書房、2003年 ISBN 4622070294
- 『アトラクションの日常 - 踊る機械と身体』 河出書房新社、2009年 ISBN 978-4309244808
- 『ディズニーランド化する社会で希望はいかに語りうるか テクノロジーと身体の遊戯』 慶應義塾大学出版会、2014年 ISBN 978-4766421408

編著
- 『知の現在と未来:岩波書店創業百年記念シンポジウム』岩波書店、2014年8月。ISBN 978-4000238854
- 『大学生のためのメディアリテラシー・トレーニング』三省堂、2015年9月。ISBN 978-4385365343